# Батинське
Батинське (хорв. Batinske) — населений пункт у Хорватії, у Копривницько-Крижевецькій жупанії у складі громади Каліноваць.

## Населення
Населення за даними перепису 2011 року становило 98 осіб.
Динаміка чисельності населення поселення: